# Jordanoleiopus brunneicolor
Jordanoleiopus brunneicolor es una especie de escarabajo longicornio del género Jordanoleiopus, tribu Acanthocinini, familia Cerambycidae. Fue descrita científicamente por Breuning en 1969.

## Distribución
Se distribuye por Camerún.

## Descripción
La especie mide 12 milímetros de longitud. El período de vuelo ocurre en los meses de junio y julio.